# Eduard Carl von Martens
Pour les articles homonymes, voir Martens.
Eduard Carl (ou Karl Eduard) von Martens est un zoologiste allemand, né en 1831 à Stuttgart et mort en 1904.

## Biographie
Il étudie à l'université de Tübingen, de Stuttgart et de Munich et obtient un diplôme de l’université de Tübingen en 1855. En 1860, il participe à une expédition en Extrême-Orient en tant que responsable de la zoologie. Tandis que le reste de l’expédition retourne en Europe, von Martens continue à explorer l’archipel malais pendant 15 mois.
Jusqu’à sa mort en 1904, von Martens travaille au Muséum de zoologie de Berlin où il dirige le département de malacologie et d’autres invertébrés. Il a également en charge la réalisation d’un nouveau muséum qu’il dirige de 1883 à 1887. Il est l’auteur de 155 nouveaux genres (dont 150 mollusques) et près de 1 800 nouvelles espèces (dont 1 680 mollusques, 39 crustacés et 50 échinodermes).
Il devient membre étranger de la Zoological Society of London en 1885.